# Ciocănitoarea Woody (film din 2017)
Ciocănitoarea Woody (titlu original: Woody Woodpecker) este un film american de comedie din 2017 regizat de Alex Zamm.

## Distribuție
- Eric Bauza - vocea Ciocănitoarei Woody
- Graham Verchere - Tommy Walters
- Timothy Omundson - Lance Walters
- Jordana Largy - Samantha Barlett
- Thaila Ayala - Vanessa
- Adrian Glynn McMorran - Otis Grimes
- Scott McNeil - Nate Grimes
- Chelsea Miller - Jill Ferguson
- Jakob Davies - Lyle
- Sean Tyson - George
- Emily Holmes - Linda Walters
- Patrick Lubczyk - Chris
- Ty Consiglio - John
- Karin Konoval - Barbara Krum